# Microregione di Umarizal
Umarizal è una microregione dello Stato del Rio Grande do Norte in Brasile, appartenente alla mesoregione di Oeste Potiguar.

## Comuni
Comprende 11 comuni:
- Almino Afonso
- Antônio Martins
- Frutuoso Gomes
- João Dias
- Lucrécia
- Martins
- Olho-d'Água do Borges
- Patu
- Rafael Godeiro
- Serrinha dos Pintos
- Umarizal